# Cotinga alablanca
La cotinga alablanca (Xipholena atropurpurea) és un ocell de la família dels cotíngids (Cotingidae).

## Hàbitat i distribució
Habita els boscos de les terres baixes de costa oriental del Brasil.